# TJ Stráža
TJ Stráža là một câu lạc bộ bóng đá Slovakia, đến từ thị trấn Stráža.

## Màu sắc
TBA